# Дьордь Юстиніан Шереді
Дьордь Юстиніан Шереді (угор. Serédi Jusztinián György; 23 квітня 1884, Деакі, Австро-Угорщина — 29 березня 1945, Естергом, Угорщина) — угорський кардинал, бенедиктинець. Архієпископ Естергома і примас Угорщини з 30 листопада 1927 по 29 березня 1945 рік. Кардинал-священик з 19 грудня 1927 року, с титулом церкви Санті-Андреа-е-Грегоріо-Маньо-аль-Челіо з 22 грудня 1927 року.

## Біографія
Дьордь Шереді народився 23 квітня 1884 року в селі Деакі (угор. Deáki), Австро-Угорщина (сучасне село Дяковце в Словаччині, округ Шаля).
6 серпня 1901 року у віці 17 років вступив в новіціат бенедиктинського ордена в найбільшому угорському монастирі Паннонхалма. 10 липня 1908 року його склав монаші обіти в Паннонхалмі, а чотирма днями пізніше був висвячений на священика, після чого продовжив служіння в Паннонхалмі вже в як бенедиктинський ієромонах. Пізніше був обраний прокуратором (представником) бенедиктинців при Святому Престолі.
У 1927 році Папа Пій XI призначив Дьордя Шереді архієпископом Естергома і примасом Угорщини. Хіротонія відбулася 8 січня 1928 року в Сикстинській капелі Ватикана, причому головним консекратором був сам папа Пій XI. 19 грудня 1927 року Шереді призначений кардиналом-священиком з титулом Санті-Андреа-е-Грегоріо-Маньо-аль-Челіо.
Учасник конклаву 1939 року.
У березні 1944 року опублікував декларацію, яка засуджує переслідування і депортації євреїв. У квітні ще раз висловив протест проти переслідування євреїв і спробував захистити хоча б католиків єврейського походження, проте йому вдалося домогтися скасування депортації в табори тільки для священиків і ченців. Діяльність Шереді і католиків Угорщини щодо захисту євреїв привела до арешту двох єпископів, одним з яких був Веспремський єпископ Йожеф Міндсенті, наступник Шереді на посаді архієпископа; а також багатьох священиків. Сам архієпископ Шереді помер 29 березня 1945 року.